# Campionato europeo di automobilismo 1931

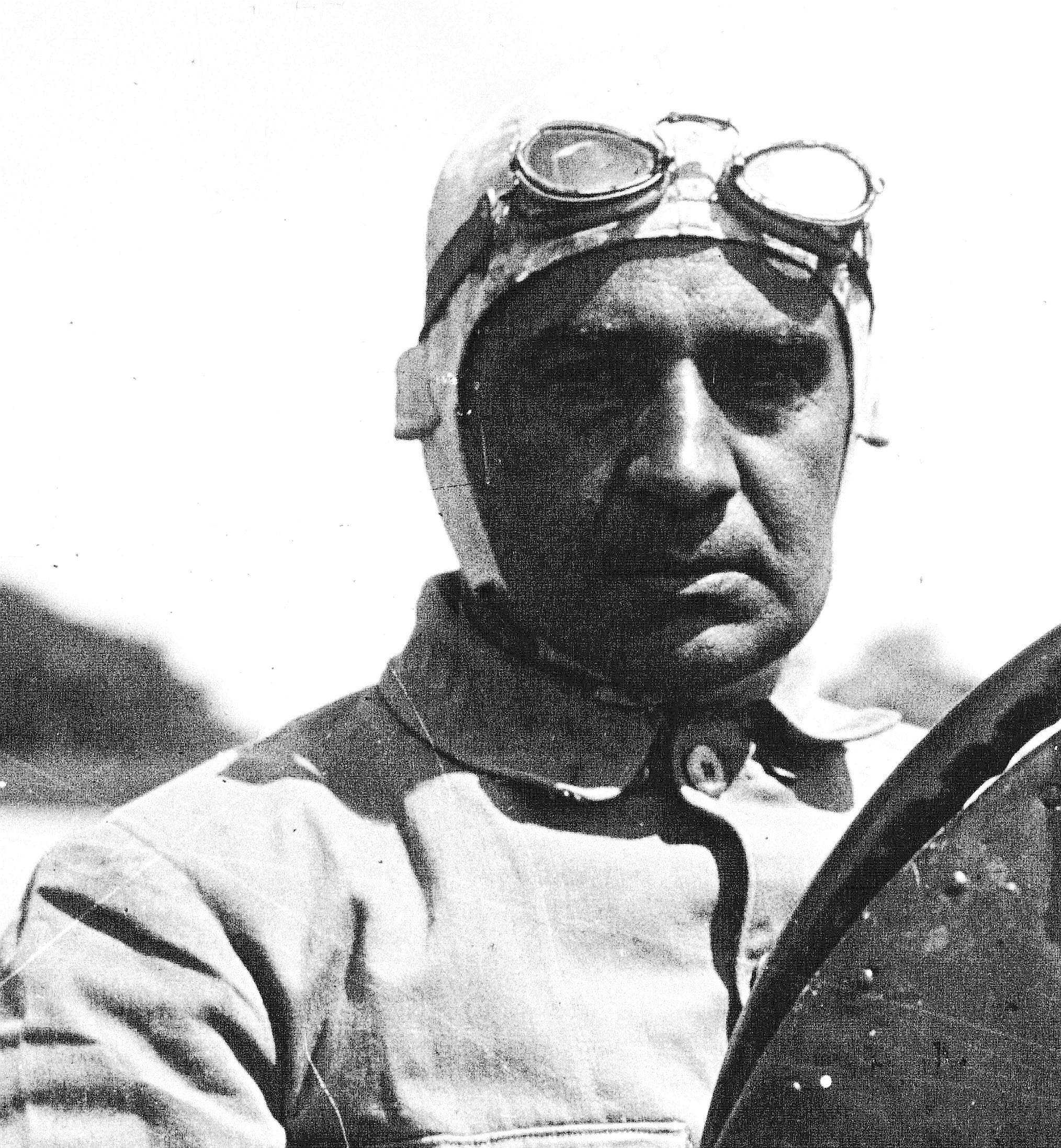
Il vincitore, Ferdinando Minoia, nel 1931

Il Campionato europeo di automobilismo 1931 è stata la I edizione del Campionato europeo di automobilismo. Tra le numerose gare internazionali dell'anno, quelle che vennero scelte per avere validità nel campionato furono le prove del Gran Premio di Francia, del Gran Premio d'Italia e del Gran Premio del Belgio. Inizialmente fu prevista anche una quarta prova, il Gran Premio di Spagna, ma gli organizzatori spagnoli dichiararono di avere alcune difficoltà e la gara quindi fu esclusa dal conteggio per il campionato.
Una seconda regola stabilita fu quella che le prove dovessero essere disputate su un termine di durata anziché su un numero di chilometri e tale termine fu concordato per 10 ore; in questo modo ogni competizione veniva effettuata da un equipaggio di due piloti che si dava il cambio durante la gara.

## Calendario gran premi
| Pos. | Nazione                | Circuito          | Data      | Vincitore               | Scuderia   |
| ---- | ---------------------- | ----------------- | --------- | ----------------------- | ---------- |
| 1    | Gran Premio d'Italia   | Monza             | 24 maggio | Giuseppe Campari        | Alfa Romeo |
| 1    | Gran Premio d'Italia   | Monza             | 24 maggio | Tazio Nuvolari          | Alfa Romeo |
| 2    | Gran Premio di Francia | Montlhéry         | 21 giugno | Louis Chiron            | Bugatti    |
| 2    | Gran Premio di Francia | Montlhéry         | 21 giugno | Achille Varzi           | Bugatti    |
| 3    | Gran Premio del Belgio | Spa-Francorchamps | 12 luglio | William Grover-Williams | Bugatti    |
| 3    | Gran Premio del Belgio | Spa-Francorchamps | 12 luglio | Caberto Conelli         | Bugatti    |

### Gran premi fuori campionato
Grandes Épreuves sono evidenziate in giallo.
| Nome                      | Circuito      | Data         | Vincitore               | Vettura       |
| ------------------------- | ------------- | ------------ | ----------------------- | ------------- |
| Gran Premio di Tunisi     | Cartagine     | 29 marzo     | Achille Varzi           | Bugatti       |
| Circuit d'Esterel Plage   | Saint-Raphaël | 6 aprile     | Philippe Étancelin      | Bugatti       |
| Gran Premio di Monaco     | Monaco        | 19 aprile    | Louis Chiron            | Bugatti       |
| Circuito di Alessandria   | Alessandria   | 26 aprile    | Achille Varzi           | Bugatti       |
| Targa Florio              | Madonie       | 10 maggio    | Tazio Nuvolari          | Alfa Romeo    |
| Picardy Grand Prix        | Péronne       | 10 maggio    | "Ivernel"               | Bugatti       |
| Gran Premio di Casablanca | Casablanca    | 17 maggio    | Stanislas Czaykowski    | Bugatti       |
| Grand Premio di Ginevra   | Meyrin        | 7 giugno     | Marcel Lehoux           | Bugatti       |
| Gran Premio di Roma       | Littorio      | 7 giugno     | Ernesto Maserati        | Maserati      |
| Gran Premio di Leopoli    | Leopoli       | 7 giugno     | Manuel Sposato          | Mercedes-Benz |
| Eifelrennen               | Nürburgring   | 7 giugno     | Rudolf Caracciola       | Mercedes-Benz |
| Gran Premio della Marna   | Reims         | 5 luglio     | Marcel Lehoux           | Bugatti       |
| Circuit du Vaucluse       | Avignone      | 5 luglio     | Frédéric Toselli        | Bugatti       |
| Gran Premio di Germania   | Nürburgring   | 19 luglio    | Rudolf Caracciola       | Mercedes-Benz |
| Dieppe Grand Prix         | Dieppe        | 26 luglio    | Philippe Étancelin      | Alfa Romeo    |
| Coppa Ciano               | Montenero     | 2 agosto     | Tazio Nuvolari          | Alfa Romeo    |
| Avusrennen                | AVUS          | 2 agosto     | Rudolf Caracciola       | Mercedes-Benz |
| Circuit du Dauphiné       | Grenoble      | 2 agosto     | Philippe Étancelin      | Alfa Romeo    |
| Grand Prix du Comminges   | Saint-Gaudens | 16 agosto    | Philippe Étancelin      | Alfa Romeo    |
| Coppa Acerbo              | Pescara       | 16 agosto    | Giuseppe Campari        | Alfa Romeo    |
| Gran Premio di Monza      | Monza         | 6 settembre  | Luigi Fagioli           | Maserati      |
| Gran Premio di La Baule   | La Baule      | 13 settembre | William Grover-Williams | Bugatti       |
| Gran Premio del Masaryk   | Brno          | 27 settembre | Louis Chiron            | Bugatti       |
| Gran Premio di Brignoles  | Brignoles     | 27 settembre | René Dreyfus            | Bugatti       |
| Mountain Championship     | Brooklands    | 17 ottobre   | Henry Birkin            | Maserati      |

## Classifica finale[1]
| Pos     | Pilota                  | ITA | FRA | BEL | Punti | Km totali |
| ------- | ----------------------- | --- | --- | --- | ----- | --------- |
| 1       | Ferdinando Minoia       | 2   | 6   | 3   | 9     | 3935,254  |
| 2       | Giuseppe Campari        | 1   | 2   | Rit | 9     | 3368,876  |
| 3       | Albert Divo             | 3   | 7   | Rit | 12    | 3410,319  |
| 3       | Guy Bouriat             | 3   | 7   | Rit | 12    | 3410,319  |
| 4       | Jean-Pierre Wimille     | 4   | Rit | Rit | 13    | 3242,582  |
| 4       | Jean Gaupillat          | 4   | Rit | Rit | 13    | 3242,582  |
| 5       | Tazio Nuvolari          | Rit | 11  | 2   | 13    | 2689,000  |
| 6       | Achille Varzi           | Rit | 1   | Rit | 13    | 2353,600  |
| 6       | Louis Chiron            | Rit | 1   | Rit | 13    | 2353,600  |
| 7       | Boris Ivanowski         | 5   | Rit | 5   | 15    | 2740,255  |
| 7       | Henri Stoffel           | 5   | Rit | 5   | 15    | 2740,255  |
| 8       | William Grover-Williams |     | Rit | 1   | 14    | 2137,524  |
| 8       | Caberto Conelli         |     | Rit | 1   | 14    | 2137,524  |
| 9       | Henry Birkin            |     | 4   | 4   | 16    | 2425,763  |
| 10      | Jean Pesato             |     | 10  | 6   | 16    | 2144,538  |
| 10      | Pierre Félix            |     | 10  | 6   | 16    | 2144,538  |
| 11      | Robert Sénéchal         | NC  | 5   |     | 17    | 1952,535  |
| 11      | Henri Frètet            | NC  | 5   |     | 17    | 1952,535  |
| 12      | Clemente Biondetti      |     | 3   |     | 19    | 1187,535  |
| 12      | Luigi Parenti           |     | 3   |     | 19    | 1187,535  |
| 13      | Francesco Pirola        | 6   |     |     | 20    | 1300,000  |
| 13      | Giovanni Lurani         | 6   |     |     | 20    | 1300,000  |
| 14      | Amadeo Ruggeri          | 7   |     |     | 20    | 1290,534  |
| 14      | Renato Balestrero       | 7   |     |     | 20    | 1290,534  |
| 15      | René Dreyfus            |     | 8   |     | 20    | 1108,279  |
| 16      | René Ferrant            |     | 9   |     | 20    | 1070,508  |
| 16      | Louis Rigal             |     | 9   |     | 20    | 1070,508  |
| 17      | Earl Howe               |     | 12  |     | 20    | 975,938   |
| 18      | Umberto Klinger         | 8   |     |     | 21    | 1140,000  |
| 19      | Roberto di Vecchio      | Rit |     |     | 21    | 870,000   |
| 19      | Gerolamo Ferrari        | Rit |     |     | 21    | 870,000   |
| 20      | Charles Montier         |     |     | 7   | 21    | 864,200   |
| 20      | "Ducolombier"           |     |     | 7   | 21    | 864,200   |
| 21      | François Montier        |     |     | Rit | 21    | 835,240   |
| 22      | Emilio Eminente         |     | Rit |     | 21    | 741,887   |
| 22      | Edmond Bourlier         |     | Rit |     | 21    | 741,887   |
| 23      | Georges d'Arnoux        |     | Rit |     | 21    | 729,013   |
| 23      | Max Fourny              |     | Rit |     | 21    | 729,013   |
| 24      | Marcel Lehoux           | Rit | Rit |     | 21    | 678,288   |
| 24      | Philippe Étancelin      | Rit | Rit |     | 21    | 678,288   |
| 25      | Enzo Grimaldi           |     | Rit |     | 22    | 616,362   |
| 25      | "Borgait"               |     | Rit |     | 22    | 616,362   |
| 26      | Luigi Fagioli           |     | Rit |     | 22    | 566,474   |
| 26      | Ernesto Maserati        |     | Rit |     | 22    | 566,474   |
| 27      | Rudolf Caracciola       |     | Rit |     | 22    | 490,836   |
| 27      | Otto Merz               |     | Rit |     | 22    | 490,836   |
| 28      | William "Bummer" Scott  |     | Rit |     | 23    | 276,800   |
| 28      | S. Armstrong-Payne      |     | Rit |     | 23    | 276,800   |
| 29      | Alfredo Caniato         | Rit |     |     | 23    | 150,000   |
| 29      | Mario Tadini            | Rit |     |     | 23    | 150,000   |
| 30      | Jack Dunfee             |     | Rit |     | 23    | 0         |
| 30      | "Appleyard"             |     | Rit |     | 23    | 0         |
| Esclusi |                         |     |     |     |       |           |
|         | Baconin Borzacchini     | Rit | 2   | 2   |       |           |
|         | George Eyston           |     | 4   |     |       |           |
|         | Pietro Ghersi           | 8   | 8   |     |       |           |
|         | Brian Lewis             |     | 12  | 4   |       |           |
|         | Giovanni Minozzi        |     | 11  | 3   |       |           |
|         | Goffredo Zehender       | NP  | 6   | Rit |       |           |
|         | Attilio Marinoni        | NP  |     |     |       |           |
| Pos     | Pilota                  | ITA | FRA | BEL | Punti | Km totali |

| LEGENDA     | LEGENDA                        | LEGENDA |
| Colore      | Risultato                      | Punti   |
| ----------- | ------------------------------ | ------- |
| Oro         | Vincitore                      | 1       |
| Argento     | 2º                             | 2       |
| Bronzo      | 3º posto                       | 3       |
| Verde       | Completato più del 75%         | 4       |
| Blu         | Completato tra il 50% e il 75% | 5       |
| Porpora     | Completato tra il 25% e il 50% | 6       |
| Rosso       | Completato meno del 25%        | 7       |
| Nero        | Squalificato                   | 8       |
| Trasparente | Non ha partecipato             | 8       |